# 関口末夫
関口 末夫（せきぐち すえお、1936年1月6日 - 2017年7月25日）は、日本の経済学者。大阪大学社会経済研究所教授・成蹊大学経済学部教授を経て、成蹊大学名誉教授。国際経済学専攻。

## 略歴
長野県諏訪市出身。長野県野沢北高等学校を経て、1959年横浜国立大学経済学部卒。1968年日本経済研究センター研究員。1972年大阪大学助教授、74年日本経済研究センター主任研究員、81年大阪大学社会経済研究所教授、1986年成蹊大学経済学部教授、2001年名誉教授、東京経済大学教授。2006年退任。1972年日経・経済図書文化賞受賞（共著）。

## 著書
- 『海外投資の新展開 強まる日本の衝撃』日本経済新聞社 1979
- 『直接投資と技術移転の経済学』中央経済社 1988
- 『入門国際経済学』中央経済社 1989
- 『ミクロ経済学 理論と応用』中央経済社 1990
- 『経済政策の理論と実際』中央経済社 1991
- 『新・日本経済論 2000年の世界と日本』中央経済社 1992
- 『パソコンで学ぶマクロ経済学 RATSで経済分析』勁草書房 1996
- 『東アジアの高成長は持続するか 域内市場拡大・経済改革の可能性』東洋経済新報社 1996

### 共編著
- 『経済発展のメカニズム その理論と実証』稲田献一,庄田安豊共著 創文社 数量経済学選書 1972
- 『世界を動かす日本経済 1980年-多極化と日本の役割』金森久雄,日本経済研究センター共編著 日本経済新聞社 1972
- 『日本の直接投資』松葉光司共著 日本経済新聞社 1974
- 『日本の貧困 生活水準の分析と国際比較』編 日本経済新聞社 1976
- 『日本経済と雇用の将来 昭和60年を展望する』共編 日本経済新聞社 1978
- 『中国経済を診断する 日中経済関係のゆくえ』日本経済研究センター共編 日本経済新聞社 1979
- 『日本の産業調整』編 日本経済新聞社 1981
- 『環太平洋圏と日本の直接投資』日本経済研究センター共編 日本経済新聞社 1982
- 『アジア経済研究 貿易・投資・技術政策の展開』大野昭彦共編著 中央経済社 1991
- 『図説2000年の世界と日本 経済100の予測』日本経済研究センター共編 日本経済新聞社 1991
- 『現代ベトナム経済 刷新(ドイモイ)と経済建設』トラン・ヴァン・トゥ共編 勁草書房 1992
- 『海外直接投資と日本経済』田中宏,日本輸出入銀行海外投資研究所共編著 東洋経済新報社 1996
- 『グローバル経済時代の産業と雇用』樋口美雄, 連合総合生活開発研究所共編 東洋経済新報社 1999

### 翻訳
- ケネス・E・ボールディング, マーティン・パーフ 編『所得分配の贈与経済学 富者と貧者への再分配』佑学社 1976-77
- エライ・ギンズバーグ『人間・労働・組織 人的資源論の構築』内田茂男共訳 佑学社 1977

## 論文
- <関口末夫